# Non si può continuare ad uccidere
Non si può continuare ad uccidere (The Man from Colorado), ridistribuito col titolo L'uomo del Colorado, è un film del 1948 diretto da Henry Levin.
Nel 1949 la pellicola riceve una candidatura ai WGA Awards come miglior sceneggiatura western.

## Trama
Due uomini vengono congedati dall'esercito dopo aver combattuto nella Guerra di secessione americana. Uno dei due, che ha riportato gravi danni psicologici in seguito ai combattimenti, diventa sempre più violento ed il suo ex-commilitone cerca disperatamente un modo per aiutarlo.

## Distribuzione
In Italia uscì nelle sale nel 1950 e ridistribuito col titolo L'uomo del colorado nel 1958.